# Увінчання Христа терновим вінцем
"Увінчання Христа терновим вінцем" (італ. Ecco Homo) — картина італійського художника 17 століття Гверчіно доби бароко. Інша назва картини — «Се людина». Зберігається в Старій пінакотеці, місто Мюнхен.

## Картина
Як і всі художники Італії, Гверчіно вивчав античні залишки. Добре знав він і давньоримські рельєфи.На мармуровій поверхні висікали фігури або надгробкові портрети у один рядок і навіть голови персонажів робили на одній висоті.
Все це присутнє і на картині Гверчіно. Тільки мармур замінив на полотно і олійні фарби. Та за сюжетом створив не римлян доби республіки, а біблійних персонажів. В центрі Христос. Кат в лицарських обладунках щойно увінчав його голову терновим вінцем, і Христос відчув біль попри палку молитву. Постать в арабському одязі(Йосип Ариматейський ?) і лицарські обладунки ката добре контрастують з теплим, оголеним тілом Бога. Ці деталі вимальовані Гверчіно віртуозно, натхнено і так добре, що нема сумнівів у їх матеріальності. 

## Караваджо і його послідовники
Картини Караваджо вивчали і копіювали десятиліттями. Були палкі послідовники художника, яких пізніше назвали караваджистами, послідовниками Караваджо і його методики побудови картин. Серед італійських караваджистів одне з головних місць посів Гверчіно.Саме караваджисти рознесли по Європі художні знахідки геніального Караваджо. А їх картини створили головне уявлення про уславлені картини майстрів Італії доби бароко.